# Jerzy Utowka
Jerzy Utowka (lit. Jurgis Utovka; ur. 10 października 1956 w Rakach koło Oran) – litewski polityk, działacz mniejszości narodowych na Litwie – polskiej i rosyjskiej, z pochodzenia Polak, radny Kłajpedy, były poseł na Sejm Republiki Litewskiej. 

## Życiorys
Jerzy Utowka urodził się w 1956 roku w polskiej rodzinie chłopskiej w rejonie orańskim. Kształcił się w szkołach średnich w Oranach oraz Solecznikach. W 1973 roku ukończył szkołę średnią w Jeziorosach, podejmując naukę w szkole morskiej w Kłajpedzie. Wyższe wykształcenie uzyskał oficjalnie w 1976 roku. Pracował w kłajpedzkich spółkach „Sirijus” oraz „Klaipėdos Smeltė”. 
W wyborach samorządowych w 1995 roku uzyskał mandat radnego Kłajpedy z listy Akcji Wyborczej Polaków na Litwie, w ramach której znaleźli się wówczas głównie rosyjskojęzyczni mieszkańcy miasta. W radzie Kłajpedy zasiadał do 2000 roku, sprawując m.in. obowiązki przewodniczącego Komisji Prywatyzacji. 
Jesienią 2000 r. z ramienia „Koalicji Socjaldemokratycznej Algirdasa Brazauskasa” wszedł do Sejmu VIII kadencji jako przedstawiciel Związku Rosjan Litwy, założonego przez rodzeństwo Siergieja Dmitrijewa i Larisę Dmitrijevę. W Sejmie zasiadał do jesieni 2004 roku. W wyborach w 2004 bez powodzenia walczył o reelekcję z ramienia AWPL.
W 2005 roku wycofał się z polityki, podejmując pracę m.in. w przedszkolu „Dobiliukas” w Kłajpedzie. W wyborach samorządowych z marca 2019 roku kandydował ponownie na radnego Kłajpedy z listy „Rosyjskojęzycznej Kłajpedy”, komitetu konkurencyjnego wobec Aliansu Rosjan. W wyborach w 2020 ponownie ubiegał się o mandat poselski z ramienia AWPL-ZChR, wstępując jednocześnie do tej partii. Lista AWPL-ZChR nie przekroczyła wtedy progu wyborczego 5%.
Żonaty ze Snaiguolė, ma dwie córki. 

## Źródła
- Nota biograficzna na stronie Sejmu (lit.)
- Curriculum vitae na stronie Głównej Komisji Wyborczej (lit.)